# Liste von Burgen und Festungen in Syrien
Diese Liste führt Burgen und Festungen in Syrien auf.

## Liste
| Name                                                                  | Ort                                                                                | Sonstiges                                                                                           | Abbildung |
| --------------------------------------------------------------------- | ---------------------------------------------------------------------------------- | --------------------------------------------------------------------------------------------------- | --------- |
| Abu Qobeis                                                            | Nördlich von Masyaf, Gouvernement Hama                                             | Assassinenburg                                                                                      |           |
| Zitadelle von Aleppo                                                  | In der Altstadt Aleppos, Gouvernement Aleppo                                       | |           |
| Areimeh                                                               | 20 km östlich Tartus, Gouvernement Tartus                                          | Kreuzritterburg                                                                                     |           |
| Aruad                                                                 | Insel in der Nähe von Tartus                                                       | Kreuzritterburg                                                                                     |           |
| Qalʿat Bani Qahtan                                                    | Gouvernement Latakia                                                               | |           |
| Zitadelle von Bosra                                                   | Bosra, Gouvernement Dar'a                                                          | |           |
| Bourzey                                                               | Gouvernement Latakia                                                               | Kreuzritterburg                                                                                     |           |
| Krak des Chevaliers                                                   | Gouvernement Tartus                                                                | |           |
| Zitadelle von Damaskus                                                | Damaskus, Rif Dimaschq                                                             | |           |
| Qalʿat Dschaʿbar                                                      | Am Assad-Stausee, Gouvernement ar-Raqqa                                            | |           |
| Harenc                                                                | Östlich von Antiochia, Gouvernement Idlib                                          | |           |
| Qasr al-Heir al-Gharbi                                                | Westlich von Palmyra                                                               | |           |
| Qasr al-Heir asch-Scharqi                                             | Nordöstlich von Palmyra                                                            | |           |
| Qalʿat Ibn Maʿn                                                       | nahe Palmyra, Gouvernement Homs                                                    | |           |
| al-Kahf                                                               | Etwa 40 km östlich Tartus, Gouvernement Tartus                                     | |           |
| al-Kawabi                                                             | Gouvernement Tartus                                                                | Assassinenburg                                                                                      |           |
| al-Ma'arra                                                            |                                                                                    | |           |
| Maniqa                                                                |                                                                                    | |           |
| Margat                                                                | Gouvernement Tartus                                                                | Kreuzritterburg                                                                                     |           |
| Masyaf                                                                | Gouvernement Hama                                                                  | Assassinenburg                                                                                      |           |
| al-Mehelbeh                                                           | Bei Qardaha, Gouvernement Latakia                                                  | |           |
| Qal'at al-Mudiq                                                       | Bei Apameia, Gouvernement Hama                                                     | |           |
| Qalʿat Nadschm (Sternenburg, früheste Bezeichnung: Dschisr Manbidsch) | Am Euphrat an der Tischrin-Talsperre, 30 km östlich Manbidsch, Gouvernement Aleppo | Höhenburg, seit dem 8. Jahrhundert aus arabischen Texten bekannt; wechselvolle Geschichte; erhalten |           |
| Qalʿat ar-Rahba                                                       | Bei al-Mayadin, Gouvernement Deir ez-Zor                                           | |           |
| Chastel Blanc, Safita                                                 | Gouvernement Tartus                                                                | Kreuzritterburg                                                                                     |           |
| Qal'at Salah ed-Din                                                   | Gouvernement Latakia                                                               | Kreuzritterburg                                                                                     |           |
| Schaizar                                                              | Gouvernement Hama                                                                  | |           |
| Salchad                                                               | Gouvernement as-Suwaida                                                            | |           |
| Schmemis                                                              | Bei Salamiyya, Gouvernement Hama                                                   | |           |
| Dschisr asch-Schugur                                                  | Gouvernement Idlib                                                                 | |           |
| Zitadelle von Tartus                                                  | Gouvernement Tartus                                                                | |           |
| Yahmur                                                                | Gouvernement Tartus                                                                | Kreuzritterburg                                                                                     |           |
| Burdsch Zara                                                          | Gouvernement Tartus                                                                | Kreuzritterburg                                                                                     |           |